# 卡萨尼亚
卡萨尼亚（法語：Cassagnas）是法国洛泽尔省的一个市镇，位于该省东南部，属于弗洛拉克区。该市镇总面积35.19平方公里，2009年时的人口为119人。

## 人口
卡萨尼亚人口变化图示